# خانه ملنیکوف

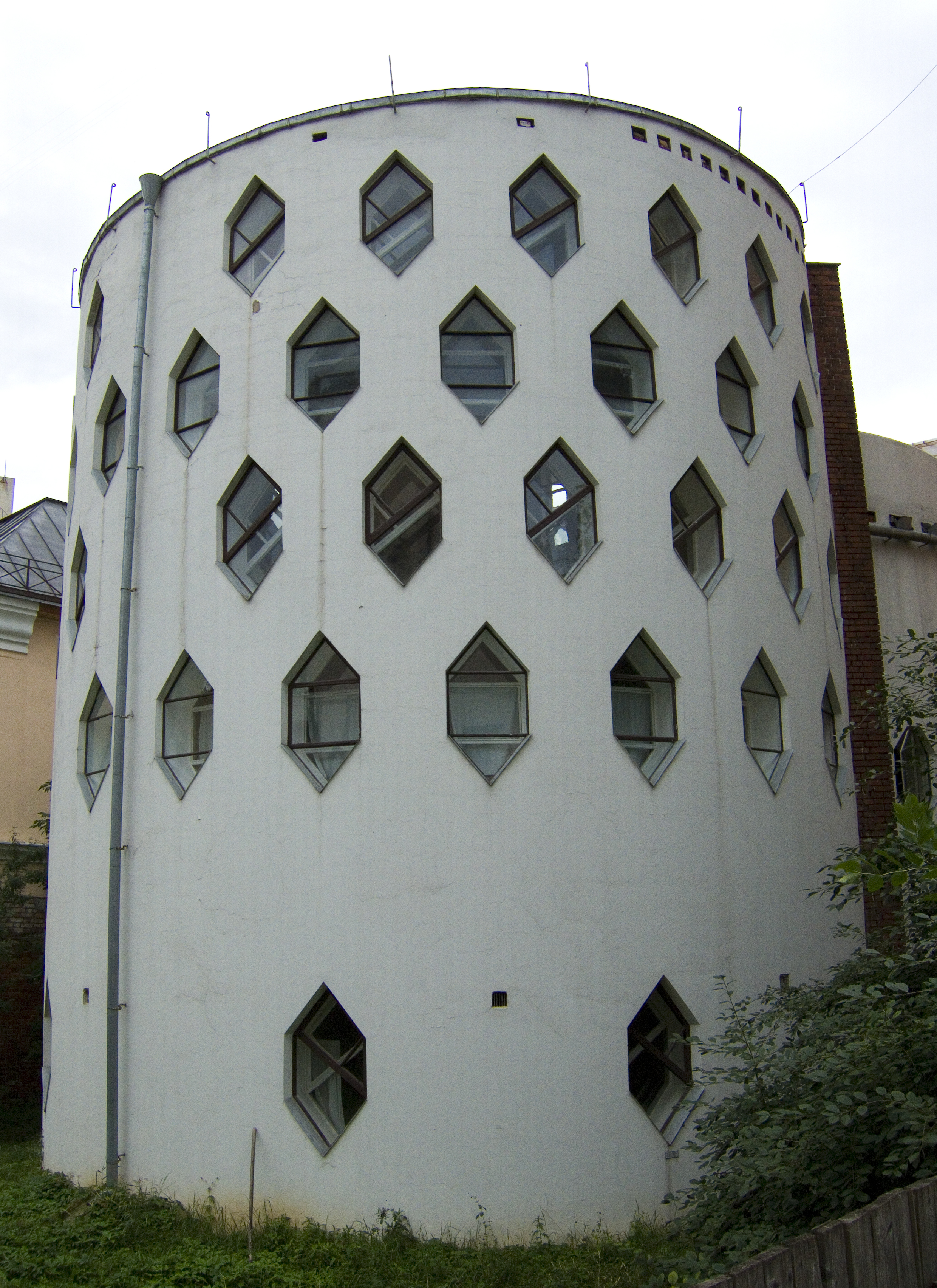
خانه ملنیکوف

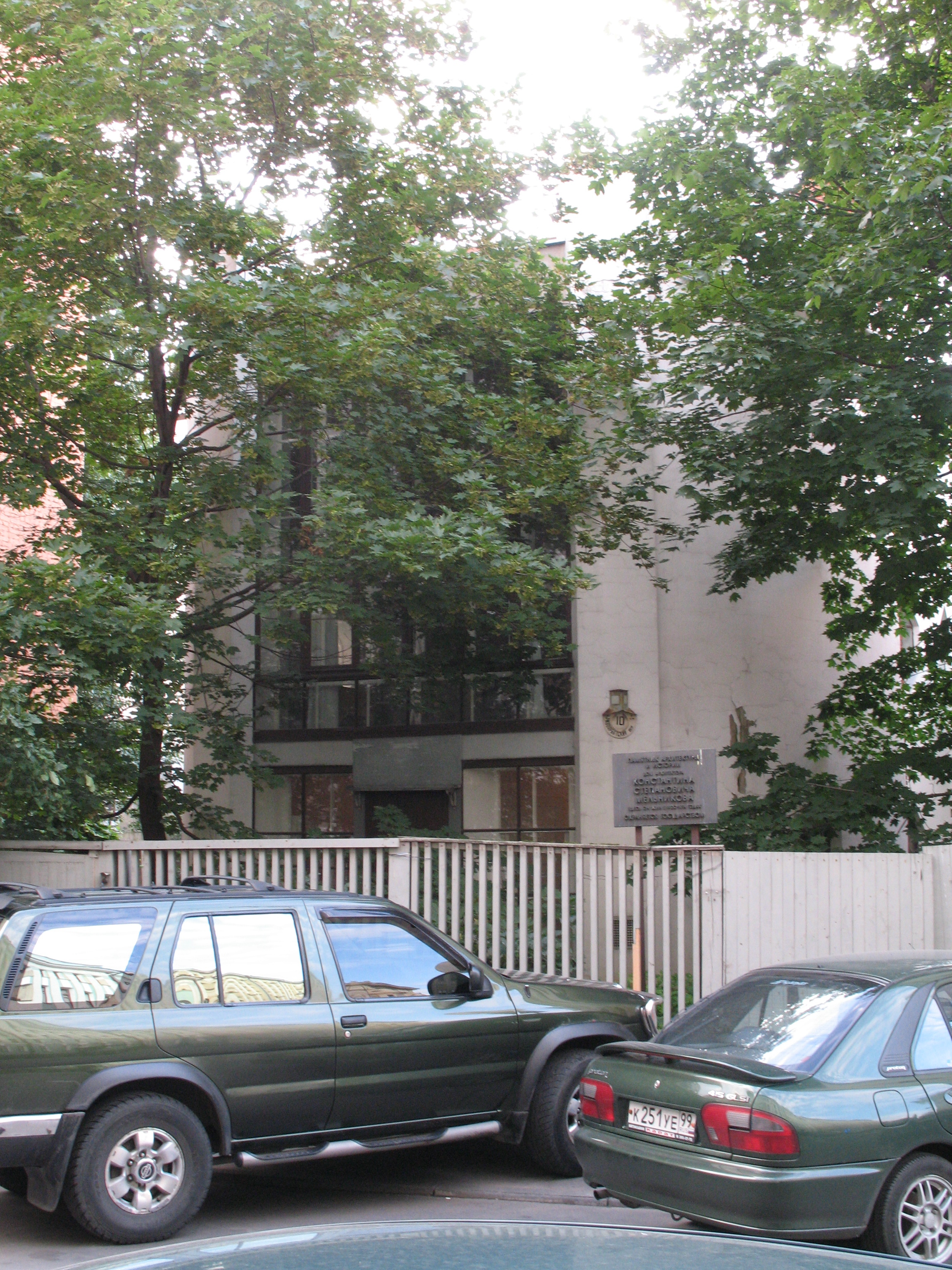
خانه ملنیکوف از خیابان اطراف

خانه‌ای که کنستانتین ملنیکف برای خود و خانواده اش در خیابان مسکونی معمولی در مسکو ساخت، به عنوان اثری غیرمعمول و عجیب تلقی می‌شود. این طرح بیشتر شبیه یک کلیسا یا افلاک نماست تا یک خانه و منتقدین می‌پندارند که استوانه‌های سوراخ دار درهم ادغام شده با پنجره‌های لوزی شکل آن، معنای مرموزی دارند. ملینکوف طراح پاویلیون شوروی، در نمایشگاه هنرهای دکوراتیو سال ۱۹۲۵ پاریس عقاید عجیبی داشت، به عنوان مثال در مورد خواب و معماری خواب. اتاق خواب خانه ملینکوف، سه فرم مقبره‌ای شکل دارد که با گچ کاری نرمی حجاری شده‌اند و با آرایشی متقارن در زمین تعیبه گردیده‌اند. این سه فضا به عنوان تختخواب‌های والدین و دو فرزند به کار می‌روند که توسط جفت پارتیشن‌های کوتاه ثابتی پوشیده شده‌اند. این اتاق بیشتر شبیه صحنه‌ای از یک فیلم علمی - تخیلی می‌باشد. مبلمان دیگر در این طرح حذف شده‌است و لباس‌ها در رختکن اشتراکی طبقهٔ همکف قرار دارند.
اما از نگاهی دیگر، خانه کاملاً معقول است. ملینکوف اجازه ساخت این بنا را به دلیل مجذوب شدن قدرت‌های مسکو در پتانسیل این طرح، به عنوان یک پیش الگو برای سبکی جدید به دست‌آورد. فرم طرح برخاسته از تجزیه و تحلیل منطقی خواص سازه‌ای مصالح غالب ساختمان، یعنی آجر باربر می‌باشد. استوانه، فرمی ایستاست که نیازی به پشت بند ندارد، همچنین فرم لوزی شکل گشودگی‌ها هنگامی پدید آمد که بازشوهای دیوار آجری از فرم قوس عای نگهدارندهٔ بالا پنجره‌ها به جای نعل درگاه‌ها تبعیت کردند. بنابراین یک دیوار توپر تبدیل به قابی شبکه‌ای گردید که از آجر و ملات ساخته شده‌است. آجرها برش نخورده و به صورت کامل همراه با طرح بازشوهایشان با اندود ملات به یکدیگر چفت و بست شده‌اند. استوانهی سوراخ دار بدون اینکه تبدیل به وسیلهٔ دکوراتیو وسواس گونه‌ای گردد. سیستم دیوار باربر ارزان و قابل ساخت آسانی بود که کاربردهای زیادی داشت. سازهٔ کف‌ها نیز به همان اندازه مبتکرانه است. پلانی به قطر ۹ متر، تیرها و تیرک‌های معمولی را غیراقتصادی می‌ساخت، بنابراین ملینکوف از یک فریم تخم مرغی شکل ساخته شده از الوار چوبی لاغر با اتصال‌های نیم صلیبی استفاده کرد که با سقف‌ها و کف‌ها (با اتصالات کام و زبانه که در جهات مختلفی قزاز داشتند) مهار بندی شده و محکم نگهداشته می‌شدند.
خانه از نظر فضایی و در مقطع نیز مانند پلان مبتکرانه طراحی شده‌است. نشیمن با ارتفاع دو طبقه همکف که توسط پنجرهٔ بزرگ رو به خیابان کاملاً روشن شده‌است در کنتراست با اتاق خوابی دارای بازشوهای لوزی شکل در همان طبقه در استوانهٔ دیگر است. اتاق کار بالای اتاق خواب نیز دارای ارتفاع دو طبقه بوده و سه ردیف بازشوی لوزی شکل و یک گالری دارد که دسترسی به تراس روی سقف نشیمن را امکان‌پذیر می‌سازد. تراس دارای دید به به اتاق کار می‌باشد و اتاق کار به نوبه خود به نشیمن اشراف دارد و این امر تعادل را میان تداوم و استقلال فضاها ایجاد می‌کند.
برنامه‌ریزی برای سیرکولاسیون عمودی به نظر حل نشده و ناپخته می‌رسد. پله گردی که سطوح نشیمن و اتاق خواب را به یکدیگر مزتبط می‌سازد از طریق یک بازوی پلهٔ مستقیم به پایین تا هال ورودی خارج از مرکز ادامه می‌یابد و مسیر خود را به سمت بالا به صورت یک نردبان تا گالری و ترای مخفی ادامه می‌دهد. اما منطق پلان در دو پروژهٔ دیگر برای خانه‌سازی کارگران که ملینکوف در سال تکمیل این ساختمان انجام داد، واضح تر می‌شود. آنچه که در این خانه، تنها یک دسترسی تک منظوره قلمداد می‌شود در این پروژه‌ها، تبدیل به یک ریتم عادی از مارپیچ‌ها و استوانه‌ها می‌گردد.
اما این پروژه‌ها هرگز ساخته نشده و این سیستم هیچ‌گاه در یک مقیاس بزرگ امتحان نشد. ده سال پس از ساخت خانه، ملینکوف مدرنیست، مجبور به حذف نقاشی‌ها از فضاهای مختلف ساختمان شد، چرا که طرفدارای از سازمان جدید معماری رئالیست-سوسیالیست (واقع نگر-جامهع گرا) را کنار گذاشته بود. او در دههٔ ۱۹۵۰، اعتبار از دست رفتهٔ خود را بازیافت و در زمان مرگش به سال ۱۹۷۴ هنوز در این خانه زندگی می‌کرد.